# Abyssura brevibrachia
Abyssura brevibrachia är en ormstjärneart som beskrevs av Georgii Mikhailovich Belyaev och Litvinova 1976. Abyssura brevibrachia ingår i släktet Abyssura och familjen fransormstjärnor. Inga underarter finns listade i Catalogue of Life.